# (58152) Natsöderblom
(58152) Natsoderblom, désignation internationale (58152) Natsöderblom, est un astéroïde de la ceinture principale.

## Description
(58152) Natsoderblom est un astéroïde de la ceinture principale. Il fut découvert le 12 août 1988 à Tautenburg par Freimut Börngen. Il présente une orbite caractérisée par un demi-grand axe de 2,52 UA, une excentricité de 0,23 et une inclinaison de 12,3° par rapport à l'écliptique.

## Compléments